# Kanały w Amsterdamie
Kanały w Amsterdamie – ponad 100-kilometrowa sieć siedemnastowiecznych kanałów zlokalizowanych w stolicy Holandii – Amsterdamie. Trzy główne kanały – Herengracht, Prinsengracht oraz Keizersgracht – zostały wykopane w XVII wieku i tworzą koncentryczne pierścienie wokół miasta, znane jako Grachtengordel. Wzdłuż nich znajduje się aż 1550 zabytkowych budynków, świadczących o historycznym bogactwie miasta. Ze względu na znacznie rozbudowaną sieć kanałów Amsterdam jest nazywany „Wenecją Północy”.
W 2010 roku kanały zostały wpisane na listę światowego dziedzictwa UNESCO.